# Maximilian Schmidt (Politiker)

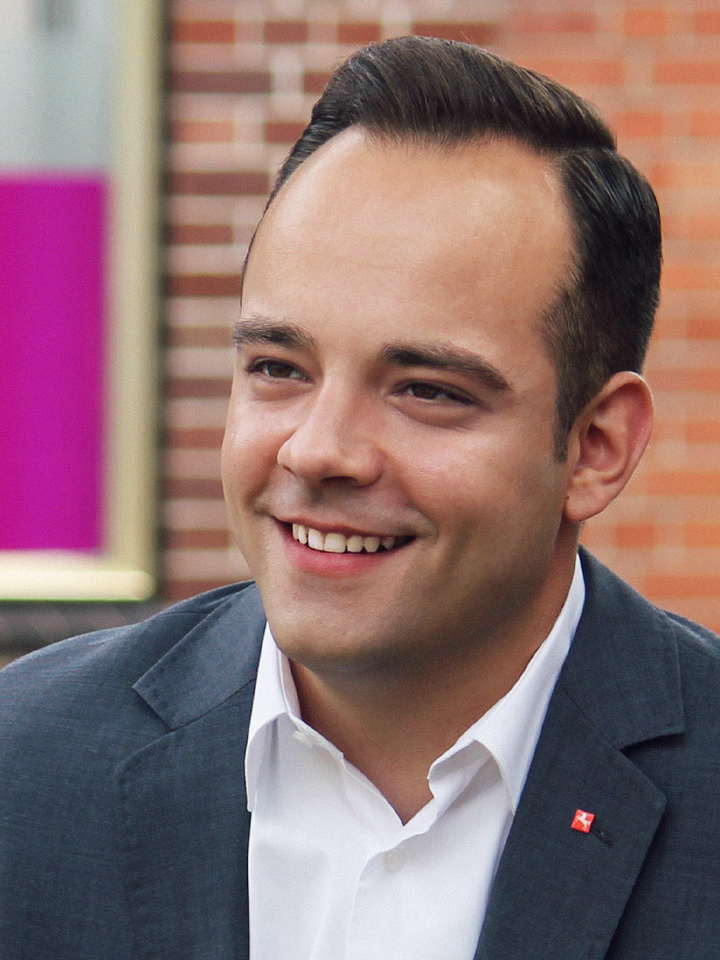
Maximilian Schmidt, 2014

Maximilian Schmidt (* 19. Oktober 1983 in Dresden) ist ein deutscher Politiker (SPD). Er war von 2013 bis 2017 und von 2021 bis 2022 Abgeordneter des Niedersächsischen Landtags.

## Ausbildung, Beruf und Familie
Schmidt wuchs in Winsen (Aller) auf und legte die Abiturprüfung im Jahre 2003 am Hermann-Billung-Gymnasium in Celle ab. Anschließend studierte er Politikwissenschaft und Geschichte an der Universität Hannover, wo er 2011 seinen Abschluss als Magister Artium (M.A.) machte. Von 2003 bis 2013 war er als persönlicher Mitarbeiter des SPD-Landtagsabgeordneten und vormaligen Niedersächsischen Finanzministers Heinrich Aller tätig. Von 2015 bis 2018 war er Geschäftsführer des Bildungszentrums Heimvolkshochschule Hustedt, seit 2019 ist er Geschäftsführer der gewerkschaftlichen Bildungsvereinigung Arbeit und Leben Niedersachsen. Am 17. Mai 2022 hat der niedersächsische Landtag Schmidt die Immunität entzogen, da er als Geschäftsführer von Arbeit und Leben Niedersachsen im Verdacht steht, Sozialversicherungsbeiträge vorenthalten zu haben.
Maximilian Schmidt  ist Mitglied der IG BCE, von ver.di, der IG BAU, der AWO und weiterer Organisationen. Er lebt mit seiner Ehefrau und der gemeinsamen Tochter in Winsen (Aller).

## Politik
Schmidt trat im Jahr 2001 in die SPD ein. Aktuell ist er Vorsitzender der SPD im Landkreis Celle, Mitglied im geschäftsführenden Vorstand des SPD-Bezirks Hannover und im Landesparteirat der SPD Niedersachsen.
2006 wurde er erstmals in den Gemeinderat in Winsen (Aller) gewählt (wiedergewählt 2011 und 2016), dort ist er Vorsitzender des Ausschusses für Schule, Soziales, Jugend und Integration. 2006 wurde er auch erstmals in den Kreistag des Landkreises Celle gewählt (wiedergewählt 2011 und 2016), dort ist er Mitglied des Ausschusses für Wirtschaft, Verkehr und Tourismus und Mitglied des Kreisausschusses sowie stellvertretender Vorsitzender der SPD-Fraktion. Als Vertreter des Landkreises Celle gehört er seit 2011 dem Aufsichtsrat der Stiftung Allgemeines Krankenhaus Celle an.
Bei der niedersächsischen Landtagswahl am 20. Januar 2013 kandidierte er als Direktkandidat der SPD im Wahlkreis Bergen, er zog über die Landesliste der SPD in den Niedersächsischen Landtag ein. Im Parlament war er Mitglied des Ausschusses für Haushalt und Finanzen sowie Mitglied und Stellvertretender Vorsitzender des Ausschusses für Bundes- und Europaangelegenheiten, Medien und Regionalentwicklung. Das Land Niedersachsen vertrat er ab 2016 im Kongress der Gemeinden und Regionen des Europarates. Er war Sprecher der SPD-Fraktion im Niedersächsischen Landtag für Netzpolitik. Bei der Landtagswahl in Niedersachsen 2017 verpasste er zunächst den Wiedereinzug in den Landtag, rückte jedoch am 9. November 2021 für Dunja Kreiser wieder in den Landtag nach. Bei der Landtagswahl 2022 trat er nicht erneut an.
Am 17. Mai 2022 entzog der Landtag Maximilian Schmidt aufgrund laufender Ermittlungen der hannoverschen Staatsanwaltschaft die Immunität.